# Port lotniczy Mauritius
Port lotniczy Mauritius – międzynarodowy port lotniczy położony 5 km na południowy zachód od Mahébourg i 40 km na południowy wschód od centrum Port Louis. Jest największym i jedynym portem lotniczym na Mauritiusie. Jego nazwa pochodzi od Sir Seewoosagur Ramgoolam (1900–1985), który był pierwszym premierem Mauritiusa.
Lotnisko jest głównym węzłem narodowych linii lotniczych Air Mauritius.
Istniejący budynek terminalu jest dwupiętrowy. Przyloty obsługiwane są na parterze, a odloty obsługiwane są na piętrze. Jest on połączony z dużym parkingiem. 
28 maja 2009 Aéroports de Paris wygrał przetarg na budowę i zarządzanie nowego terminalu. Terminal ten połączy się z istniejącym terminalem.

## Linie lotnicze i połączenia
| Linia Lotnicza        | Kierunek |
| --------------------- | --- |
| Aerofłot              | 1. Moskwa-Szeremietiewo |
| Air Austral           | 1. Reunion 2. Pierrefonds |
| Air France            | 1. Paryż-Charles de Gaulle |
| Air Madagascar        | 1. Antananarywa |
| Air Mauritius         | 1. Antananarywa 2. Kapsztad 3. Ćennaj (powrót od 12 kwietnia 2024) 4. Delhi 5. Johannesburg 6. Kuala Lumpur 7. Londyn-Gatwick 8. Mumbaj 9. Paryż-Charles de Gaulle 10. Perth 11. Rodrigues 12. Reunion Sezonowo: 1. Genewa 2. Rzym-Fiumicino (od 16 października 2024) |
| Air Seychelles        | 1. Mahé |
| Austrian Airlines     | Sezonowo: 1. Wiedeń |
| British Airways       | 1. Londyn-Gatwick |
| Bulgaria Air          | Sezonowe czartery: 1. Sofia |
| Condor Flugdienst     | 1. Frankfurt |
| Corsair International | 1. Lyon 2. Marsylia 3. Paryż-Orly |
| Discover Airlines     | 1. Frankfurt |
| Edelweiss Air         | 1. Zurych |
| Emirates              | 1. Dubaj |
| FlySafair             | 1. Johannesburg |
| Iberojet              | Sezonowo: 1. Barcelona (od 28 czerwca 2024) 2. Lizbona (od 28 czerwca 2024) 3. Madryt |
| Kenya Airways         | 1. Nairobi |
| LOT                   | Sezonowe czartery: 1. Warszawa-Okęcie |
| Mahan Airlines        | Sezonowe czartery: 1. Teheran-Imam Khomeini |
| Neos                  | Sezonowo: 1. Mediolan-Malpensa 2. Rzym-Fiumicino |
| Saudia                | 1. Dżudda 2. Rijad |
| South African Airways | 1. Johannesburg |
| TUI fly Nordic        | Sezonowe czartery: 1. Kopenhaga 2. Helsinki 3. Oslo-Gardermoen 4. Sztokholm-Arlanda |
| Turkish Airlines      | 1. Stambuł |
| Vistara               | 1. Mumbaj |